# Гюстав Алле
Гюстав Алле (фр. Gustave Haller, настоящее имя Валери Вильгельмина Жозефина Симонен, фр. Valérie Wilhelmine Joséphine Simonin; 19 декабря 1831, Париж — 25 июня 1919, Понтайяк, ныне в составе города Руайан) — французская писательница и художественный критик.
Дочь Шарля Симонена, химика и реставратора древностей. В юности занималась скульптурой под руководством Жан-Батиста Карпо и Матьё-Мёнье, в 1852 году окончила Парижскую консерваторию как комическая актриса. Дебютировала на сцене театра «Одеон», затем в 1853—1858 гг. играла на сцене Комеди Франсез. В 1859 году вышла замуж за Гюстава Эжена Фульда, сына банкира и государственного деятеля Ашиля Фульда, вопреки сопротивлению родственников, и была вынуждена уйти со сцены и уехать с мужем в Лондон, где, вспомнив уроки своего отца, зарабатывала на жизнь реставрацией старинных книг. Вернувшись во Францию в 1864 году, посвятила себя карьере литератора и критика, начав публиковаться под мужским именем Гюстав Алле. Овдовев, в 1884 году вышла замуж повторно за румынского аристократа и политика Джордже Барбу Штирбея, удочерившего обеих дочерей Валери Симонен — Консуэло Фульд и Жорж Ашиль-Фульд (обе стали художницами).
Опубликовала несколько пьес, среди которых «Дуэль Пьеро» (фр. Le Duel de Pierrot; 1881), ряд романов, в том числе «Василёк» (фр. Le Bleuet; 1885) с кратким предисловием Жорж Санд, приветствовавшей в сочинении Алле женский взгляд, — эта последняя книга пользовалась большим успехом и в течение трёх лет была допечатана 12 раз. Регулярно выступала со статьями об изобразительном искусстве, которые собрала в две книги: «Наши великие художники» (фр. Nos grands peintres; 1879) и «Салон: десять лет живописи» (фр. Le salon, dix ans de peinture; 1902 — обзоры Парижских салонов за 10 лет).